# Bleke langsprietmot
De bleke langsprietmot (Nematopogon swammerdamella) is een vlinder uit de familie Adelidae (langsprietmotten). De spanwijdte bedraagt tussen de 18 en 21 millimeter. De soort overwintert tweemaal als rups. De soort is vernoemd naar de Nederlandse natuuronderzoeker Jan Swammerdam (1637-1680).

## Rups
De rups van de bleke langsprietmot leeft van verdord en rottend blad, maar ook van vers blad van allerlei bomen.

## Voorkomen in Nederland en België
De bleke langsprietmot is in Nederland en in België een vrij algemene soort, die verspreid over het hele gebied kan worden gezien. De soort kent één generatie, die vliegt van april tot juni.